# Petrophora lignaria
Petrophora lignaria är en fjärilsart som beskrevs av Hans Zerny 1927. Petrophora lignaria ingår i släktet Petrophora och familjen mätare. Inga underarter finns listade i Catalogue of Life.